# Bisbat de Phú Cuong
El bisbat de Phú Cuong (vietnamita: Giáo phận Phú Cuong; llatí: Dioecesis Phucuongensis) és una seu de l'Església catòlica al Vietnam, sufragània de l'arquebisbat de Ciutat de Hô Chí Minh. Al 2016 tenia 144.222 batejats d'un total de 3.356.000 habitants. Actualment està regida pel bisbe Joseph Nguyên Tân Tuóc.

## Territori
La diòcesi comprèn les províncies vietnamites de Binh Duong, Tây Ninh, i part de les de  Tây Ninh i Ciutat de Hô Chí Minh, al sud del país.
La seu episcopal és la ciutat de Thủ Dầu Một, on es troba la catedral de Sagrat Cor de Jesús
El territori s'estén sobre 9.543 km² i està dividit en 103 parròquies.

## Història
La diòcesi va ser erigida el 14 ottobre 1965 mitjançant la butlla In animo Nostro del papa Pau VI, prenent el territori de l'arxidiòcesi de Saigon (avui arquebisbat de la Ciutat de Hô Chí Minh).

## Cronologia episcopal
- Joseph Pham Van Thiên † (14 ottobre 1965 - 10 maggio 1993 ritirato)
- Louis Hà Kim Danh † (10 maggio 1993 succeduto - 22 febbraio 1995 deceduto)
- Pierre Trân Ðinh Tu (5 novembre 1998 - 30 giugno 2012 ritirato)
- Joseph Nguyên Tân Tuóc, succeduto il 30 giugno 2012

## Estadístiques
A finals del 2016, la diòcesi tenia 144.222 batejats sobre una població de 3.356.000 persones, equivalent al 4,3% del total.
| any  | població | població  | població | sacerdots | sacerdots       | sacerdots       | sacerdots             | diàques | religiosos | religiosos | parroquies |
| ---- | -------- | --------- | -------- | --------- | --------------- | --------------- | --------------------- | ------- | ---------- | ---------- | ---------- |
| any  | batejats | total     | %        | total     | clergat secular | clergat regular | batejats por sacerdot | diàques | homes      | dones      |            |
| 1970 | 51.708   | 726.619   | 7,1      | 63        | 57              | 6               | 820                   |         | 11         | 116        | 17         |
| 1974 | 50.494   | 887.056   | 5,7      | 56        | 52              | 4               | 901                   |         | 35         | 171        | 14         |
| 1995 | 84.994   | 2.000.000 | 4,2      | 66        | 65              | 1               | 1.287                 | 5       | 12         | 67         | 68         |
| 1999 | 103.563  | 2.150.000 | 4,8      | 69        | 64              | 5               | 1.500                 |         | 32         | 173        | 58         |
| 2003 | 111.311  | 2.311.404 | 4,8      | 101       | 91              | 10              | 1.102                 |         | 59         | 213        | 64         |
| 2004 | 113.238  | 2.240.857 | 5,1      | 101       | 91              | 10              | 1.121                 |         | 48         | 184        | 64         |
| 2013 | 141.239  | 2.953.937 | 4,8      | 161       | 121             | 40              | 877                   |         | 192        | 577        | 96         |
| 2016 | 144.222  | 3.356.000 | 4,3      | 160       | 133             | 27              | 901                   |         | 451        | 664        | 103        |